# Йоханссон, Аллан Даль
Аллан Даль Йоханссон (норв. Allan Dahl Johansson; род. 5 октября 1998 года, Осло, Норвегия) — норвежский конькобежец, серебряный призёр чемпионата мира по конькобежному спорту среди юниоров 2017 года, участник зимних Олимпийских игр 2018 года.

## Биография
Аллан Даль Йоханссон родился в столице Норвегии — Осло. Заниматься конькобежным спортом начал после того, как был приглашён своим лучшим другом покататься вместе. Профессионально тренируется на базе клуба «Aktiv SK», Осло. Многократный призёр норвежских юношеских, региональных и национальных соревнований (Viking Race, Country Match, National championships Juniors, National championships). В национальной сборной за его подготовку отвечает норвежец Сондре Скарли.

### Спортивная карьера
Первая медаль в активе Йоханссона на соревновании международного уровня под эгидой ИСУ была добыта на чемпионате мира по конькобежному спорту среди юниоров 2017 года, проходившем в столице Финляндии — Хельсинки. 19 февраля с итоговым результатом 156.518 (+4.30) он занял второе место, обогнав соперника из Канады (Тайсон Лангелаар, 158.064 (+10.49) — 3-е место), уступив при этом первенство голландцу (Крис Хёйзинга, 155.443 — 1-е место)
На зимних Олимпийских играх 2018 Аллан Даль Йоханссон был заявлен для участия в забеге на 1500 м. 13 февраля 2018 года на конькобежном стадионе Олимпийский Овал Каннына в забеге на 1500 м его занесло на повороте и он врезался в ограждение. Закончить забег он не смог по состоянию здоровья и, таким образом, не финишировал.